# Zygophylax thyroscyphiformis
Zygophylax thyroscyphiformis är en nässeldjursart som beskrevs av Marktanner-Turneretscher 1890. Zygophylax thyroscyphiformis ingår i släktet Zygophylax och familjen Lafoeidae. Inga underarter finns listade i Catalogue of Life.